# كلايف موراي
كلايف موراي (5 ديسمبر 1990 في غرينادا - ) هو لاعب كرة قدم غرينادا في مركز الهجوم. شارك مع منتخب غرينادا لكرة القدم. أما مع النوادي، فقد لعب مع Roi Et PB United F.C. ‏.

## وصلات خارجية
- كلايف موراي على موقع قاعدة بيانات كرة القدم.إي يو (الإنجليزية)
- كلايف موراي على موقع ناشيونال فوتبول تيمز (الإنجليزية)
- كلايف موراي على موقع Soccerway.com (الإنجليزية)